# Resolution 904 des UN-Sicherheitsrates
Die Resolution 904 des UN-Sicherheitsrates, die am 18. März 1994 verabschiedet wurde, drückte den Schock über das Massaker aus, dass der israelische Siedler Baruch Goldstein an Palästinensern in Hebron angerichtet hatte. Der Attentäter war ein Anhänger der ultrarechten Kach-Extremisten, der 15 Jahren zuvor aus New York-Brooklyn nach Israel übergesiedelt war und sich "aus ideologischen Gründen" am Stadtrand von Hebron in Kirjat Arba niederließ. Der Sicherheitsrat verlangte Maßnahmen, die den Schutz und die Sicherheit der Palästinenser in den von Israel besetzten Gebieten garantiere.
Der Sicherheitsrat stellte mit Befriedigung fest, dass Maßnahmen ergriffen wurden, um den reibungslosen Fortschritt im Friedensprozess zu garantieren und dass die internationale Gemeinschaft den Vorfall verurteilt hätte. Weiterhin wurde die Geltung der Vierten Genfer Konvention und die Verantwortung Israels dafür betont.
Der Sicherheitsrat verurteilte den Vorfall in Hebron, bei dem ein jüdischer Siedler in der Uniform eines israelischen Soldaten mit seinem Sturmgewehr von hinten das Feuer auf betenden muslimischen Palästinenser in der Abrahamsmoschee in Hebron eröffnete. Schnell nachladend entleerte er mehrere Magazine und warf Handgranaten auf die Betende, die sich wegen des heiligen Fastenmonats Ramadan in der schmalen Halle zum Gebet drängten. Mehr als 50 Menschen starben und über 150 wurden zum Teil schwer verletzt; unter den Opfern befanden sich zahlreiche Kinder. Israel wurde dazu aufgerufen, Waffen zu konfiszieren, um weitere Gewalttaten durch Siedler zu unterbinden.
Abschließend stellte der Sicherheitsrat seine Unterstützung der Oslo-Vereinbarungen heraus und forderte dessen rasche Umsetzung.